# Алфёров, Александр Данилович
Алекса́ндр Дани́лович Алфёров (5 (17) февраля 1862, Москва — 15 сентября 1919, Москва) — русский педагог, деятель народного образования.

## Образование
Происходил из семьи состоятельных мещан, разорившейся в конце 1880-х годов: отец — Даниил Павлович Алфёров, мать — Александра Александровна, урождённая Григорьева. Родился 5 (17) февраля 1862 года. Окончил Первую московскую гимназию, где учился с братьями своей будущей жены Петром и Дмитрием Коссовичами. В 1880—1884 года учился на юридическом факультете Московского университета, где занимался у профессора А. И. Чупрова. В 1886 году сдал экзамен при историко-филологическом факультете Московского университета на звание учителя гимназии по русской словесности.

## Педагогическая деятельность
Преподавал русский язык и литературу в Земледельческой школе Московского общества распространения технических знаний (МОРТЗ), состоял также секретарём этого общества. Алфёров был сторонником методики преподавания литературы как целостной системы, разработанной известным педагогом Владимиром Яковлевичем Стоюниным. В 1888—1889 годах он посетил Англию, Германию, Францию, Швейцарию с целью изучения педагогического опыта этих стран; по результатам поездки выступил с докладом в учебном отделе МОРТЗ. С 1889 года преподавал русский язык и литературу в Екатерининском институте благородных девиц и частной гимназии Пуссель. Сотрудничал с газетой «Русские ведомости», где публиковал статьи по педагогике.
После того, как 19 июля 1895 года он женился на Александре Самсоновне Коссович, в 1896 году вместе со своей женой он основал в Москве частную женскую гимназию. А. Д. Алфёров был членом её Попечительного совета и преподавателем русского языка и литературы, а А. С. Алфёрова — директором; русский язык также преподавала в этой гимназии его мать. В этом учебном заведении применялись прогрессивные педагогические методы, поощрялась инициатива молодых учителей, гимназистки выпускали газету и участвовали в деятельности «Общества благоустройства». Проводились литературные вечера, ставились спектакли (А. Д. Алфёров был их режиссёром и художником), организовывались экскурсии — как однодневные, так и — во время каникул — дальние (в Ялту, Киев, Ростов, на Урал, в Финляндию).
С 6 апреля 1899 года состоял действительным членом Общества любителей российской словесности.
Алфёров участвовал в деятельности Народного университета А. Л. Шанявского, читал лекции для учащихся в Политехническом музее.
После прихода к власти большевиков супруги Алфёровы создали на базе своей гимназии детскую колонию под Москвой в Болшеве, преобразованную Московским отделом народного образования в апреле 1919 в показательную школу 1-й и 2-й ступени.

## Общественная деятельность и гибель
В 1908 году Алфёров был избран гласным Московской городской думы, в этом качестве занимался организацией Первого высшего 5-классного городского училища для детей рабочих и ремесленников. Был членом Партии народной свободы; в 1911—1912 годах за критику политики Министерства народного просвещения ему было запрещено преподавать в государственных учебных заведениях. В 1911 году Алфёров вышел из кадетской партии. В марте 1917 года комиссар по учебному делу в Москве, разрешил собрания учащихся для обсуждения текущих вопросов.
Супруги Алфёровы вместе с Н. Н. Щепкиным были арестованы 15 августа 1919 года по обвинению в участии в деятельности подпольной антисоветской надпартийной организации «Национальный центр». В ночь с 14 на 15 сентября 1919 года они были расстреляны.